# Pudsey
Pudsey è un paese della contea del West Yorkshire, in Inghilterra.